# Sans toit ni loi
Pour plus de détails, voir Fiche technique et Distribution.
Sans toit ni loi, est un film dramatique français réalisé par Agnès Varda et sorti en 1985. Sandrine Bonnaire y interprète le rôle principal, celui d'une jeune femme sans abri trouvée morte.

## Synopsis
Une jeune vagabonde (Mona) est retrouvée morte de froid dans un fossé dans les vignes, au pied de deux cyprès jumeaux. C'est un simple fait divers, rapidement classé par les gendarmes. Pourtant elle était connue au village.
Que peut-on savoir d'elle ? Comment ont réagi ceux qu'elle a croisée dans ce canton viticole du Gard, cet hiver là : un autre routard, une domestique, un berger, un tailleur de vignes tunisien, une chercheuse spécialiste des platanes, un garagiste, une vieille dame ? Certains donnent leur témoignage, au milieu des séquences en flash-back sur ses dernières semaines.
Elle survit avec énergie malgré la faim, la soif, le froid, le manque de cigarettes et d'herbe. Elle fait des rencontres entre des errances sans but apparent, mais ne réussit à s'installer nulle part.

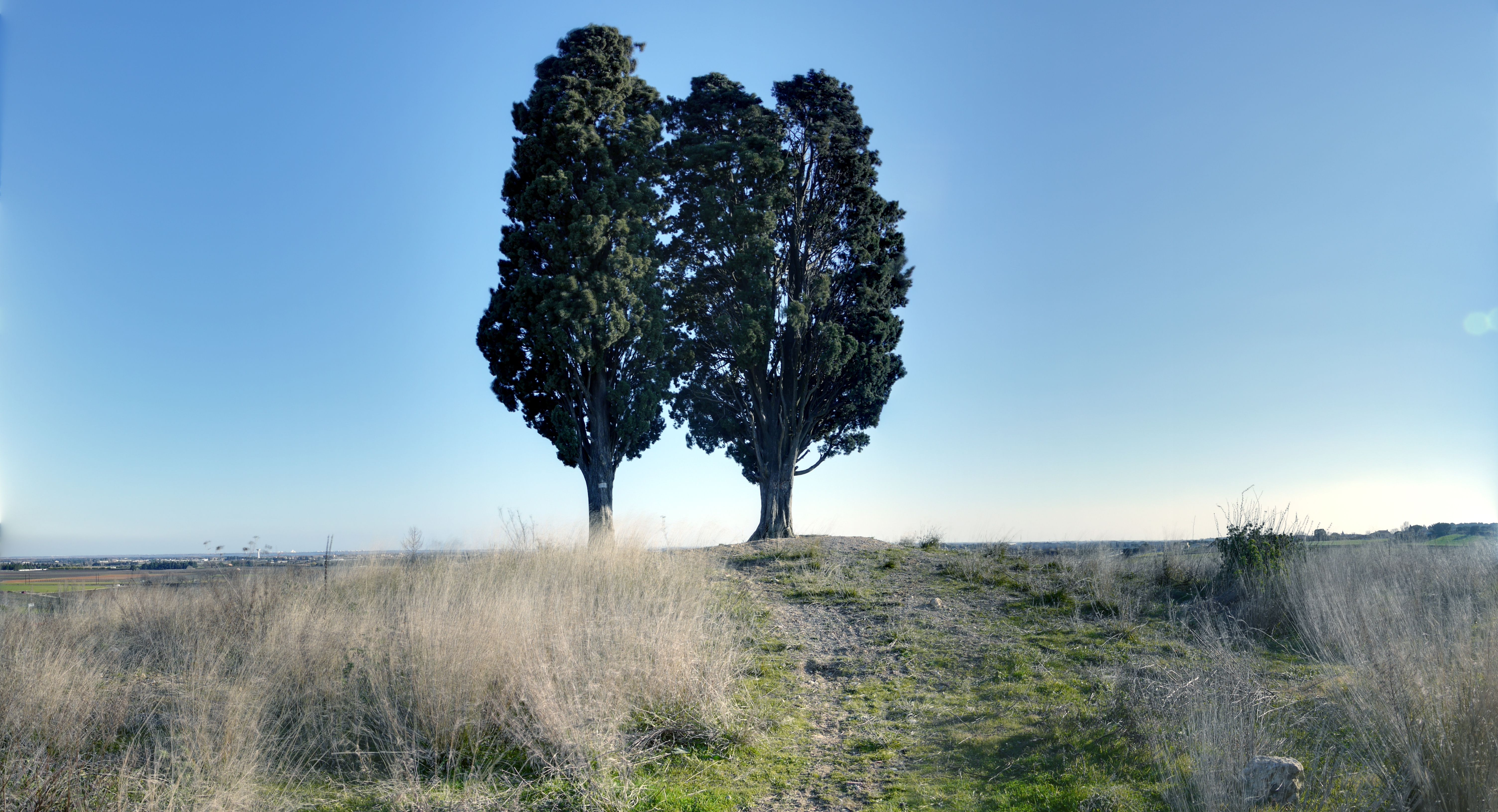
Les deux cyprès jumeaux du Pioch Palat sur la commune de Saint-Aunès (première scène du film).

Elle se réfugie dans un squat à Nîmes, mais le squat est incendié et elle perd sa tente et duvet. Elle revient à la campagne, mais y reste dans la solitude. Elle chute dans un fossé et ne parvient pas à se relever dans le froid qui s'empare d'elle.

## Fiche technique
- Titre : Sans toit ni loi
- Réalisation : Agnès Varda
- Scénario : Agnès Varda

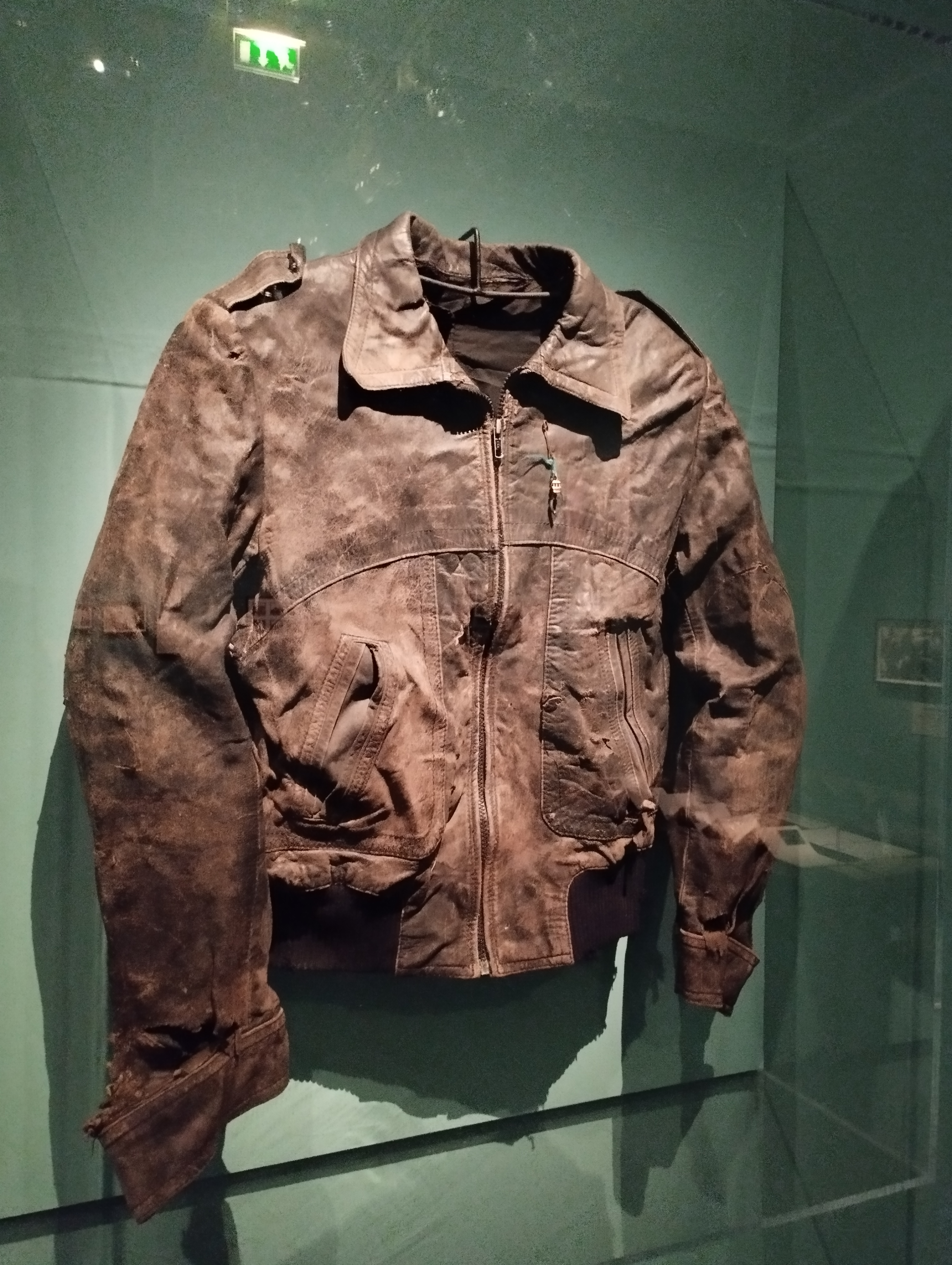
Veste portée par Sandrine Bonnaire dans le film, à l'exposition Agnès Varda à la Cinémathèque française.

- Musique : Joanna Bruzdowicz, Fred Chichin
- Son : Jean-Paul Mugel
- Photographie : Patrick Blossier
- Montage : Agnès Varda, Patricia Mazuy
- Production : Oury Milshtein
- Société de production : Ciné Tamaris, Films A2, Ministère de la Culture
- Société de distribution : Artificial Eye, Grange, MK2 diffusion, The Criterion Collection
- Pays d'origine :  France
- Langues originales : Français, plus secondairement anglais et arabe
- Format : couleurs - 1,66:1 - mono - 35 mm
- Genre : drame
- Durée : 105 min
- Date de sortie : 
  - France : 4 décembre 1985

## Distribution
- Sandrine Bonnaire : Simone Bergeron, dite Mona, « sans toit ni loi »
- Macha Méril : Mme Landier, universitaire, « platanologue »
- Stéphane Freiss : Jean-Pierre, ingénieur agronome
- Yolande Moreau : Yolande
- Marthe Jarnias : Lydie, patronne de Yolande et tante de Jean-Pierre
- Setti Ramdane : le Marocain qui découvre le cadavre de Mona
- Francis Balchère : un gendarme
- Jean-Louis Perletti : un gendarme
- Urbain Causse : un paysan interrogé
- Christophe Alcazar : un autre paysan, « brûleur de fossé »
- Dominique Durand : le premier motard
- Joël Fosse : le deuxième motard, Paulo, amant de Yolande
- Patrick Schmit : le camionneur
- Daniel Bos : le démolisseur
- Katy Champaud : la jeune fille à la pompe
- Raymond Roulle : le vieux aux allumettes
- Henri Fridlani : le fossoyeur
- Michel Constantial : le régisseur des caisses
- Patrick Sokol : le jeune homme au sandwich dans le bar
- Pierre Imbert : le garagiste
- Laurence Cortadellas : Éliane, épouse de Jean-Pierre
- Yahiaoui Assouna : Assoun, le tailleur de vignes tunisien
- Oliver Jongerlynck : le racketteur du photomaton
- Rémi Leboucq : le client racketter dans la gare
- Christian Chessa : le zonard-proxénète à la gare
- Bébert Samcir : le joueur d'harmonica
- Pierrette Soler : la dame qui parle au mari
- Agnès Varda : la narratrice--intervieweuse (voix)

## Lieu de tournage
Dans le générique de début, Agnès Varda, qui a tourné essentiellement dans le Gard, les Bouches-du-Rhône et l'Hérault, remercie les habitants de Bellegarde, Boulbon, Saint-Etienne du Grès, Générac, Jonquières-Saint-Vincent, Uchaud, Montcalm et Tresques.

## Commentaire

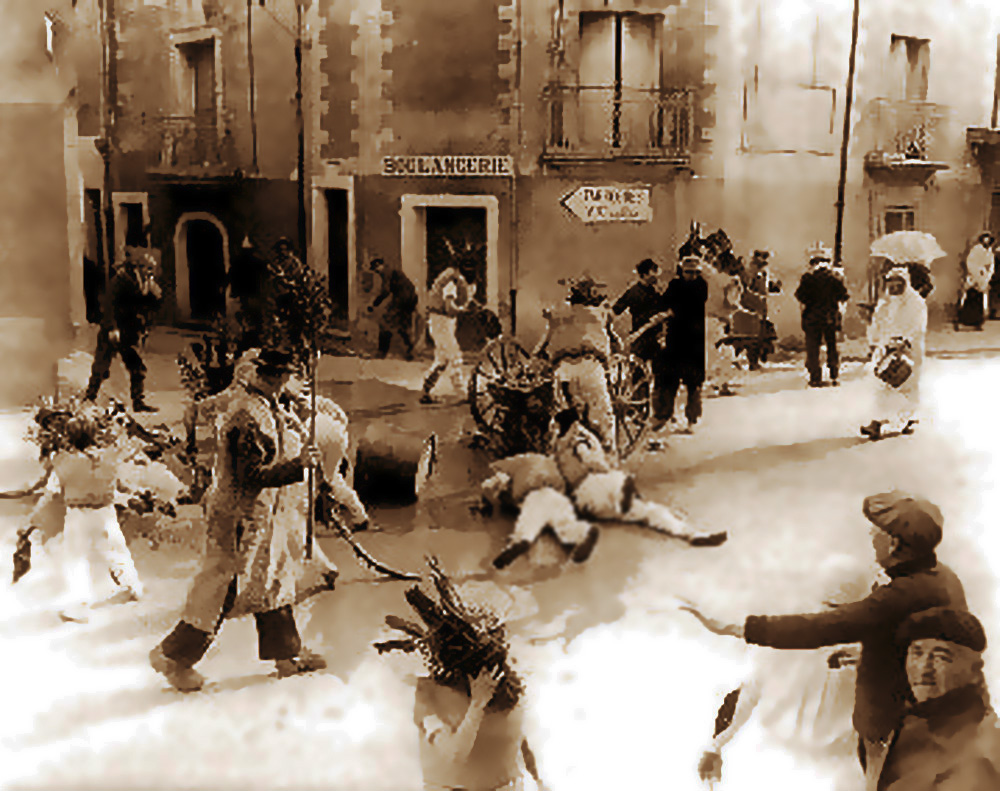
Les pailhasses

- Le film, dédié à Nathalie Sarraute[1], consiste en une sorte d'adaptation, au cinéma, d'un genre littéraire, le « nouveau roman»[2]. Pour respecter les doctrines prônées par le mouvement de Nathalie Sarraute, Alain Robbe-Grillet et consorts, la réalisatrice Agnès Varda a ainsi choisi un ton neutre.
- La voix off de la personne qui mène les interviews est celle d'Agnès Varda elle-même[2].
- Peu avant son décès, Mona est prise à partie par les Pailhasses de Cournonterral[3].
- Dans le film, le personnage interprété par Macha Méril mentionne la maladie des platanes due au Ceratocystis platani.

## Distinctions
| Année | Distinction      | Catégorie                             | Nom                                                                | Résultat   |
| ----- | ---------------- | ------------------------------------- | ------------------------------------------------------------------ | ---------- |
| 1985  | Mostra de Venise | Lion d'or                             | Agnès Varda                                                        | Lauréat    |
| 1985  | Mostra de Venise | Prix FIPRESCI                         | Agnès Varda                                                        | Lauréat    |
| 1986  | César du cinéma  | Meilleure actrice                     | Sandrine Bonnaire                                                  | Lauréat    |
| 1986  | César du cinéma  | Meilleur film                         | Agnès Varda                                                        | Nomination |
| 1986  | César du cinéma  | Meilleur réalisateur                  | Agnès Varda                                                        | Nomination |
| 1986  | César du cinéma  | Meilleure actrice dans un second rôle | Macha Méril                                                        | Nomination |
| 1986  | LAFCA Awards     | Meilleure actrice                     | Sandrine Bonnaire                                                  | Lauréat    |
| 1986  | LAFCA Awards     | Meilleur film en langue étrangère     | Agnès Varda                                                        | Lauréat    |
| 1986  | Prix Méliès      | Meilleur film                         | Agnès Varda (ex æquo avec Michel Deville pour Péril en la demeure) | Lauréat    |

Lors du sondage 2022 des plus grands films de tous les temps de Sight and Sound, le film figure à la 101e place du sondage auprès des critiques, et à la 41e place du sondage auprès des cinéastes.

## Bande son
| Titre                                  | Artiste                     |
| -------------------------------------- | --------------------------- |
| Variations sur la vita                 | Joanna Bruzdowicz           |
| The Cangeling                          | The Doors                   |
| A contre-courant                       | Valérie Lagrange - I. Jelfs |
| Oh Baby                                | Passion Fodder              |
| Freedom is Slavery                     | Passion Fodder              |
| Marica Baïla                           | Rita Mistsouko              |
| In my Tea                              | Rita Mistsouko              |
| Sur la mer toujours recommencée calmée | Puccini - Slim Batteux      |
| Improvisation à la trompette de poche  | Emmanuel Protopopoff        |